# Sága sedmi sluncí
Sága sedmi sluncí (anglicky The Saga of Seven Suns) je knižní série sci-fi románů amerického spisovatele Kevina J. Andersona.

## Příběh
Vypráví o době, kdy z planety Země odletělo 11 generačních lodí určených k osídlení nových planet. Tyto lodě se o mnoho desetiletí později setkaly s rasou zvanou Ildirané, kteří je nasměrovali k planetám, kde by jejich posádky mohly žít. Planeta, na které přistála posádka generační lodi Kanaka, měla ekosystém nevhodný pro lidi, proto se kolonistě museli postarat sami o sebe a později se z nich stali houževnatí "Tuláci" - vesmírní nomádi specializující se na rizikové činnosti a život v podmínkách, které pohodě navyklé lidstvo považovalo za nepřijatelné. Další loď, Burton, se ztratila ve vesmíru. Obyvatelé všech ostatní lodí nová místa přijali a trvale planety osídlili.
Ildirané po prvním kontaktu s lidstvem odletěli k planetě Zemi, navázali kontakty s lidmi a věnovali jim také svou technologii mezihvězdného cestování založenou na vzácném vodíkovém alotropu ekti, těženém na plynných obrech.
Později se se Zemí spojily posádky generačních lodí a všechny kolonie lidstva vytvořily meziplanetární organizaci zvanou Hanza nebo také Hanzovní liga. Jediná planeta Theron, na které přistála generační loď Caillié, se k Hanze nepřidala a byla nakonec uznána nezávislou planetou s vlastní vládou.
Na jedné z opuštěných planet, které dříve obývali hmyzí Klikissové, objevili manželé Colicosovi, lidští archeologové podporovaní Hanzou, plány tzv. Klikisské pochodně. Toto zařízení dokáže zažehnout plynné obry a vytvořit tak nové slunce. Ovšem potom, co byla takhle na zkoušku zažehnuta jedna planeta, objevili se nepřátelé lidí nazývaní hydrogové.
První těžer Blue Sky byl zničen u planety Golgen a brzy po něm následovaly další. Tuláci, kteří byli hydroským embargem zasažení nejvíc, nejdříve nevěděli jak na nečekanou hrozbu reagovat. Vůdkyně Tuláků, Mluvčí Jhy Okiahová, se nakonec postavila proti otevřenému boji a místo toho vyzvala klany, aby hledaly další způsoby, jak získávat ekti. Když to udělala, rezignovala na svůj post a předala jej své chráněnce Cesce Peroniové. Cesca měla mnoho důvodů nenávidět hydrogy - u Golgenu zahynul její snoubenec, velitel těžeru Ross Tamblyn, a i její přítel, Rossův bratr Jess, se velmi chtěl pomstít. Proto Cesca souhlasila s Jessovým riskantním plánem bombardovat Golgen kometárním deštěm a vyhnat odtamtud hydrogy, kteří byli zodpovědní za Rossovu smrt.
Když hydrogové zjistili, co se stalo, začali útočit na všechny těžery na plynných obrech a později i na normální planety. Kromě trestu za porušení ultimáta to ovšem dělali proto, že chtěli zničit své dávné nepřátele, rostlinnou mysl zvanou verdani nebo také světoles rostoucí hlavně na lesnatém Theronu.
Mezitím Jess Tamblyn s dalšími tuláky těžil ekti v mlhovinách a napadlo ho, že by měl vodu, která se tam nachází, taky sbírat. Po čase s ním tato voda začala komunikovat. Řekla mu, že je vlastně poslední z rasy wentalů, kteří zmizeli kdysi dávno během první války s hydrogy. Jess se jim rozhodl pomoci, aby znovu povstali, takže je odvezl na vodní planetu známou později jako Charybdis.
Hydrogové nečekali a vydali se k Theronu, aby zničili verdani, ovšem když už se zdálo, že světoles bude nadobro zničen, ze slunce vyletěly ohromné ohnivé lodě patřící rase faerů. Faerové zastavili útok a Theron dočasně zachránili.

## Rasy
- Lidé - obyvatelé Země a její kolonie se spojili v tzv. Hanzovní ligu. Hlavou ligy je král a královna, ovšem v pozadí jejich rozhodnutí stojí prezident. Hanzovní armáda se nazývá OSZ-Obranné Síly Země (Tuláci jim přezdívají "osíci"). Jejich základny se nacházejí na Měsíci a na Marsu. Mezi útočnými loděmi převažují "manty", "štítonoše", "hromoklíny", později "obři".

- Tuláci - bývalí obyvatelé Země, kteří se rozhodli, že se odloučí od Hanzy. Jejich vůdcem je Mluvčí, která má pravomoci nad jednotlivými tuláckými klany. Dosáhli značné efektivity v těžbě ekti, proto je velmi poškodilo hydroské ultimátum. Nevyhledávají konflikty ani nemají vojenskou sílu. Jsou známí svou vynalézavostí a také tím, že osidlují pro ostatní neobyvatelná místa - např. pásy asteroidů, zmrzlé planetoidy atd.

- Ildirané - první mimozemská rasa se kterou se lidé setkali. Všechny dohromady spojuje psychická síť thisma, kterou ovládá vůdce zvaný Mág-imperátor.

- Klikissové - starodávná, hmyzu podobná rasa, která žila před tisíci lety. Vyvinuli složité technologie (Klikisskou pochodeň, systém portálů) a také klikisské roboty, kteří se později spolu s hydrogy podíleli na jejich vyhubení.

- Klikisští roboti - vytvořeni Klikissy, které později zničili společně s hydrogy. První z nich byli objeveni Ildirany a probuzeni ze staleté hibernace. Jejich základny se nacházejí po celém Spirálním rameni a probouzení dalších klikisských robotů neustále probíhá.

Elementární rasy:
- Hydrogové - starodávná rasa obývající obří plynné planety. Tělo hydrogů tvoří tekuté kovy. Jejich lodě jsou průhledné a mají charakteristický tvar tvar koule s pyramidovými výstupky na vystřelování velmi účinných elektrických blesků.

- Verdani - starodávná rasa tvořená stromy světolesa. Jejich hlavní základnou je planeta Theron. Potom, co tam přistála jedna z generačních lodí, se z některých lidí stali zelení kněží schopní připojit se na psychickou síť telink. Jejich lodě, "bitevníky", tvoří vlastně obrovské stromy.

- Faerové - starodávná, prchlivá a nestálá rasa s ohnivým tělem. V první válce málem vyhubili wentaly a nyní se obrátili proti hydrogům. Jejich lodě mají tvar vejce a brání se převážně ohnivé jazyky.

- Wentalové - starodávná rasa tvořená vodním tělem. Wentalové byli málem zničeni, ovšem díky Jessu Tamblynovi znovu povstali a zaútočili na hydrogy. Wentalové nepoužívají lodě, oni se sami lodí stávají.

## Knihy série
1. Skrytá říše (Hidden Empire, vyšlo 2002 v angličtině)
2. Hvězdné moře (A Forest of Stars, vyšlo 2003 v angličtině)
3. Bouře na obzoru (Horizon Storms , vyšlo 2004 v angličtině)
4. Roztroušená slunce (Scattered Suns, vyšlo 2005 v angličtině)
5. Z ohně a noci (Of Fire and Night, vyšlo 2006 v angličtině)
6. Ocelový roj (Metal Swarm, vyšlo 2007 v angličtině)
7. Spáleniště světů (The Ashes of Worlds, vyšlo 2008 v angličtině)